# 命ノゼンマイ
「命ノゼンマイ」（いのちのぜんまい）は、日本のロックバンド、9mm Parabellum Bulletの2枚目のシングル。2010年1月6日発売。

## 解説
セルフ・プロデュース作品第3弾。購入時の帯に「2nd single」の文字があるためシングル作品としては「Supernova/Wanderland」に次ぐ2作目で、e.p.シリーズを含めると5作目になる。
表題曲は映画「彼岸島」主題歌として書き下ろされ、「Cold Edge」とともに2009年9月9日に日本武道館にて行われたライブ「999(アット ブドウカン)」にて初披露された。当時は曲名が明かされていなかった。映画主題歌はバンド史上初である。表題曲のPVはバンド名にかけて12月9日に解禁された。これに伴い、同日限定で「彼岸島」の公式サイトを"9mmジャック"した。
初回限定特典として、3rdアルバムリリースツアーの先行予約案内が封入、さらにとある電話番号に電話する事によって9mmメンバーのメッセージが聞け、電話を切った後に携帯にメールが届き、特設サイトのURLがゲットできる様になっている"ダイヤルQ9"開設。特設サイトでは、オリジナル"9mmロゴデコメ絵文字"、"命ノゼンマイ"スペシャル待受がプレゼントされる。

## 収録曲
1. 命ノゼンマイ (5:23)
（作詞：菅原卓郎　作曲：滝善充）
ワーナー・ブラザース映画配給映画「彼岸島」主題歌
9mmの曲では珍しく、5分越えの楽曲である（9mmとしてはアルバム『VAMPIRE』に収録された『Faust』以来2曲目。シングルとしては初）。
レコーディングは前作のCold Edgeより先に行われている。
ドラムは前作のCold EdgeではYAMAHAのものだったが、レコーディングの時期の関係によりこのシングルで唯一この曲のみ旧ドラムのLudwigのビスタライトで演奏されている。
2. エレヴェーターに乗って (3:17)
（作詞：菅原卓郎　作曲：滝善充）
PS3,Xbox 360用ゲームソフト「NO MORE HEROES 英雄たちの楽園」イメージソング
PVが存在している。
3rd Album Revolutionaryのレコーディングと共に行われた。
レコーディングが始まってから歌メロを変えるなど試行錯誤して作られた曲である。
3. どうにもとまらない (2:37)
（作詞：阿久悠　作曲：都倉俊一）
山本リンダの大ヒットナンバーのカバー。これに対し、山本本人からメンバーにコメントが寄せられた（公式ページにて閲覧可能）。